# Álvaro Aguilar
Álvaro Gerardo Aguilar Sánchez (Ciudad Quesada, San Carlos, 24 de enero de 1992)  es un futbolista costarricense que se desempeña como defensa y actualmente milita en el Club Sport Cartaginés de la Primera División de Costa Rica.

## Clubes
| Club             | País       | Año         | Partidos | Goles |
| ---------------- | ---------- | ----------- | -------- | ----- |
| San Carlos       | Costa Rica | 2010 - 2016 | 50       | 6     |
| Alajuelense      | Costa Rica | 2016 - 2017 | 8        | 2     |
| Municipal Grecia | Costa Rica | 2017 - 2018 | 0        | 0     |
| Xelajú MC        | Guatemala  | 2018        | 22       | 0     |